# Fight Night
Fight Night ist eine Boxspielserie von Electronic Arts für Spielekonsolen. Die Serie ist der Nachfolger von EAs Knockout Kings, das erstmals 1998 für Sonys PlayStation erschien. Die Serie ist nicht zu verwechseln mit dem gleichnamigen Computerspiel von 1985, das vom kanadischen Studio Sydney Development für verschiedene Heimcomputer entwickelt und von U.S. Gold in Europa bzw. Accolade in Nordamerika vertrieben wurde.

## Teile der Serie
Bisher sind fünf Teile der Serie erschienen
- Fight Night: 2004, USK 6 (Xbox, PS2)
- Fight Night: Round 2, USK 6 (Xbox, PS2, NGC)
- Fight Night: Round 3, USK 16 (Xbox 360, Xbox, PS2, PSP, PS3)
- Fight Night: Round 4, USK 12 (Xbox 360, PS3)
- Fight Night: Champion, USK 16 (Xbox 360, PS3)

## Inhalt
Der Hauptteil des Spiels ist der Karrieremodus. In diesem kann der Spieler das Aussehen eines Boxers bestimmen und ihn auf seinem Weg nach oben  begleiten.

## Liste der Boxer

### Fight Night: Round 3
| - Muhammad Ali - Marco Antonio Barrera - Calvin Brock - Jesús Chávez - Diego Corrales - Óscar de la Hoya - Roberto Durán - Vicente Escobedo - Joe Frazier | - Arturo Gatti - Marvin Hagler - Ricky Hatton - Evander Holyfield (fehlt in der PS3-Version) - Bernard Hopkins - Roy Jones Jr. - Jeff Lacy - Jake LaMotta - Juan Lazcano | - Sugar Ray Leonard - Erik Morales - Manny Pacquiao - Floyd Patterson - Sugar Ray Robinson - Jermain Taylor - James Toney - Micky Ward - Winky Wright |

### Fight Night: Champion
| Schwergewicht - Muhammad Ali - Sonny Liston - Cristobal Arreola - Eddie Chambers - Butterbean (Eric Esch) - George Foreman - David Haye - Evander Holyfield - Wladimir Klitschko - Vitali Klitschko - Lennox Lewis - Sonny Liston - Tommy Morrison - Mike Tyson - Jack Johnson - Joe Louis - Rocky Marciano - Floyd Patterson | Halbschwergewicht - Joe Calzaghe - Chad Dawson - Bernard Hopkins - Roy Jones Jr. | Mittelgewicht - Marvin Hagler - Jake Lamotta - Erislandy Lara - Ray Leonard - Peter Manfredo Jr. - Anthony Mundine - Carlos Monzon - Sergio Mora - Kelly Pavlik - Ray Robinson - Jermain Taylor - Fernando Vargas - Ronald Wright | Weltergewicht - Emanuel Augustus - Tim Bradley - Julio Cesar Chavez - Miguel Cotto - Óscar de la Hoya - Ricky Hatton - Thomas Hearns - Kendall Holt - Zab Judah - Ray Leonard - Shane Mosley - Victor Ortiz - Manny Pacquiao | Leichtgewicht - Diego Corrales - Robert Guerrero - Jesse James Leija - Vinny Paz - Pernell Whitaker | Federgewicht - Billy Dib - Yuriorkis Gamboa - Kevin Kelley | Bantamgewicht - Nonito Donaire |